# آلخسیراس
آلخسیراس (به اسپانیایی: Algeciras) (به عربی: الجزیرة) یک شهرستان در اسپانیا است که در اندلس واقع شده‌است.

## خصوصیات
آلخسیراس ۸۶ کیلومتر مربع مساحت دارد. ۲۰ متر بالاتر از سطح دریا واقع شده‌است.